# العلاقات التشادية الرواندية
العلاقات التشادية الرواندية هي العلاقات الثنائية التي تجمع بين تشاد ورواندا.

## مقارنة بين البلدين
هذه مقارنة عامة ومرجعية للدولتين:
| وجه المقارنة                                              | تشاد                      | رواندا                                        |
| --------------------------------------------------------- | ------------------------- | --------------------------------------------- |
| المساحة (كم2)                                             | 1.28 مليون                | 26.34 ألف                                     |
| عدد السكان (نسمة)                                         | 15.23 مليون               | 12.21 مليون                                   |
| الكثافة السكانية (ن./كم²)                                 | 11.9                      | 463.55                                        |
| العاصمة                                                   | انجمينا                   | كيغالي                                        |
| اللغة الرسمية                                             | لغة فرنسية، اللغة العربية | اللغة الكينيارواندا، لغة إنجليزية، لغة فرنسية |
| العملة                                                    | فرنك وسط أفريقي           | فرنك رواندي                                   |
| الناتج المحلي الإجمالي (بليون دولار)                      | 9.98 مليار                | 9.14 مليار                                    |
| الناتج المحلي الإجمالي (تعادل القوة الشرائية) بليون دولار | 30.54 مليار               | 20.46 مليار                                   |
| الناتج المحلي الإجمالي الاسمي للفرد دولار أمريكي          | 775                       | 697                                           |
| الناتج المحلي الإجمالي للفرد دولار أمريكي                 | 2.18 ألف                  | 1.66 ألف                                      |
| مؤشر التنمية البشرية                                      | 0.392                     | 0.483                                         |
| رمز المكالمات الدولي                                      | +235                      | +250                                          |
| رمز الإنترنت                                              | .td                       | .rw                                           |
| المنطقة الزمنية                                           | ت ع م+01:00               | ت ع م+02:00                                   |

## منظمات دولية مشتركة
يشترك البلدان في عضوية مجموعة من المنظمات الدولية، منها:
| علم المنظمة | اسم المنظمة                                 | تاريخ انضمام تشاد | تاريخ انضمام رواندا |
| ----------- | ------------------------------------------- | ----------------- | ------------------- |
|             | مؤسسة التنمية الدولية                       | 7 نوفمبر 1963     | 30 سبتمبر 1963      |
|             | يونسكو                                      | 19 ديسمبر 1960    | 7 نوفمبر 1962       |
|             | وكالة ضمان الاستثمار متعدد الأطراف          | 11 يونيو 2002     | 27 سبتمبر 2002      |
|             | الأمم المتحدة                               | 20 سبتمبر 1960    | 18 سبتمبر 1962      |
|             | مجموعة دول أفريقيا والكاريبي والمحيط الهادئ | ?                 | ?                   |
|             | الاتحاد البريدي العالمي                     | ?                 | ?                   |
|             | البنك الدولي للإنشاء والتعمير               | 10 يوليو 1963     | 30 سبتمبر 1963      |
|             | الاتحاد الدولي للاتصالات                    | 25 نوفمبر 1960    | 12 ديسمبر 1962      |
|             | منظمة حظر الأسلحة الكيميائية                | ?                 | ?                   |
|             | مؤسسة التمويل الدولية                       | 2 أبريل 1998      | 6 نوفمبر 1975       |
|             | المركز الدولي لتسوية المنازعات الاستشارية   | 14 أكتوبر 1966    | 14 نوفمبر 1979      |
|             | منظمة التجارة العالمية                      | ?                 | ?                   |
|             | منظمة الشرطة الجنائية الدولية               | ?                 | ?                   |
|             | الاتحاد الأفريقي                            | ?                 | ?                   |
|             | البنك الإفريقي للتنمية                      | ?                 | ?                   |

## وصلات خارجية
- موقع وزارة الخارجية الرواندية